# Acurigua (paroisse civile)
Pour les articles homonymes, voir Acurigua.
Acurigua est l'une des cinq paroisses civiles de la municipalité de Colina dans l'État de Falcón au Venezuela. Sa capitale est Acurigua.

## Géographie

### Démographie
Hormis sa capitale Acurigua, la paroisse civile comporte plusieurs localités, dont :
- Acurigua
- El Candado
- El Paso
- La Ricoa
- Las Dos Bocas